# Organización territorial de Pakistán

Provincias y territorios de Pakistán tras la fusión de las Áreas tribales y Jaiber Pastunjuá en 2018.

Pakistán es un estado federal, organizado en cinco provincias desde 2018 (Baluchistán, Jaiber Pastunjuá, Punyab, Sind y Gilgit-Baltistán), un territorio autónomo (Azad Cachemira) y un territorio federal (Islamabad). Cada provincia y territorio se subdivide en divisiones, que a su vez se subdividen en distritos, y estos en tehsils o taluka, que se fraccionan en consejos sindicales.

## Historia
Las provincias y territorios de Pakistán fueron heredados de la India británica después de su independencia el 14 de agosto de 1947.
Dos días después de su independencia, el distrito de Murshidabad en Bengala y de mayoría musulmana, pasó de Pakistán a la India debido al trazado de la Comisión Radcliffe.
En 1947 Pakistán consistía en dos secciones, que estaban separadas por 1600 kilómetros de territorio indio. La sección occidental consistió en la fusión de las provincias de la Frontera del Noroeste, Punyab Occidental, Sind, Baluchistán, y trece estados principescos. La sección oriental consistía en Bengala Oriental, Chittagong Hill Tracts y Sylhet de la antigua provincia británica de Assam.
En 1948 Karachi se separó de Sind para formar el Territorio de la Capital Federal.

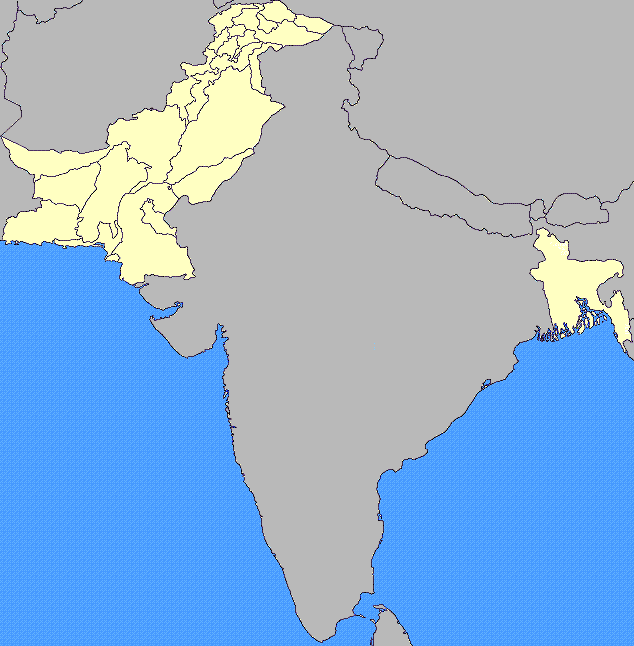
Mapa del Dominio de Pakistán en 1955.

En 1950 la provincia de la Frontera del Noroeste absorbió los estados principescos de Amb y Phulra, mientras que Punyab Occidental cambió su nombre a Punyab.
En 1952 los cuatro estados principescos en el suroeste formaron la Unión de Estados de Baluchistán.
En 1955 fue lanzada la Política de Una Unidad por Muhammad Ali Bogra, donde todas las provincias y los estados principescos de la sección occidental se fusionaron y formaron Pakistán Occidental, con Lahore como la capital provincial. Simultáneamente, el nombre de Bengala Oriental (incluidos Sylhet y Hill Tracts) pasó a llamarse Pakistán Oriental, con Daca como la capital de la provincia. La política de Una Unidad tenía como objetivo reducir los gastos y eliminar los prejuicios provinciales, pero el golpe militar de 1958 señaló dificultades cuando el primer presidente militar, Ayub Khan, abolió la oficina del Ministro Principal de Pakistán Occidental en favor del gobierno del gobernador.
El 7 de septiembre de 1958, luego de cuatro años de negociaciones, incluyendo seis meses de negociaciones intensas, Pakistán compró el enclave de Gwadar al gobierno de Omán por 5.5 billones de rupias/3 millones de dólares (aproximadamente USD$ 22,410,311.42 en 2017). Gwadar se convirtió formalmente en parte de Pakistán el 8 de diciembre de 1958, después de 174 años de gobierno de Omán.

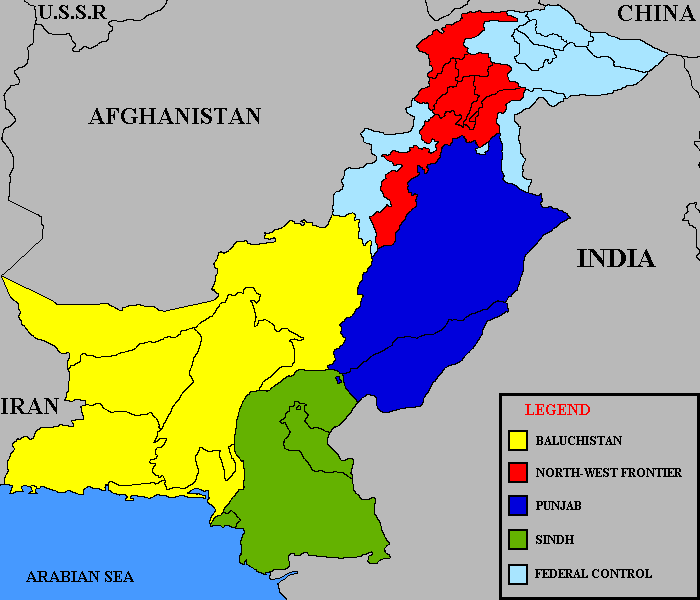
Mapa de las nuevas provincias en 1970.

En 1960 la capital federal se mudó de Karachi a Rawalpindi y en 1961, el Territorio de la Capital Federal se fusionó con el oeste de Pakistán. En 1966, la capital se trasladó de nuevo a Islamabad. En 1962, Daca se convirtió en la capital legislativa del país debido a la alta población de Pakistán Oriental.
En 1963 Pakistán firmó un tratado con China para transferir parte de la Agencia Gilgit a China (tramo del valle de Shaksgam-Karakoram) con la disposición de que el acuerdo estaba sujeto a la solución final de la disputa de Cachemira.
En 1970 el segundo presidente militar, Yahya Khan, abolió Pakistán Occidental y estableció cuatro nuevas provincias: Sind, Baluchistán, Frontera del Noroeste y Punyab.
En 1971 Pakistán Oriental se separó para formar Bangladés.
En 1974 los restantes estados principescos de Hunza y Nagar fueron abolidos y sus territorios se fusionaron en la Agencia Gilgit, para formar las Áreas del Norte.

Provincias y territorios de Pakistán en 2010.

En 1975 partes de los distritos de Peshawar y Dera Ismail Khan se separaron para formar las Áreas Tribales Administradas por el Gobierno Federal.
En 1981 la región que rodea a Islamabad se separó de Punyab y pasó a llamarse Territorio Capital de Islamabad.
En agosto de 2000 se suprimieron las divisiones como parte de un plan para reestructurar el gobierno local, seguido de las elecciones de 2001. Muchas de las funciones que anteriormente se ocupaban de las provincias se habían transferido a los distritos y los tehsils. En 2008, el gobierno restauró las antiguas divisiones y nombró comisionados.
En 2009 las Áreas del Norte pasaron a llamarse Gilgit-Baltistán y se convirtieron en la quinta provincia.
En 2010 la provincia de la Frontera del Noroeste pasó a llamarse Jaiber Pastunjuá.
En 2018 la Asamblea Nacional de Pakistán y la Asamblea de Jaiber Pastunjuá aprobaron el proyecto de ley de fusión de las Áreas Tribales, con la aprobación de la Ley de la vigésimo quinta enmienda de 2018. El 31 de mayo, el último paso en la fusión de las Áreas Tribales con Jaiber Pastunjuá se completó tras su forma por el presidente Mamnoon Hussain. Así, el estado FATA fue abolido como una entidad separada y se fusionó en la provincia de Khyber Pakthunkhwa.

## Lista de actuales entidades
| Nombre           | Nombre en urdu        | Capital      | Emblema | Bandera | Mapa | Población (2017) | Área (km²) | Densidad (por km²) |
| ---------------- | --------------------- | ------------ | ------- | ------- | ---- | ---------------- | ---------- | ------------------ |
| Azad Cachemira   | آزاد جموں و کشمیر     | Muzaffarabad |         |         |      | 4 045 366        | 13 297     | 223.55             |
| Baluchistán      | بلوچستان              | Quetta       |         |         |      | 12 344 408       | 347 190    | 37.91              |
| Gilgit-Baltistán | گلگت بلتستان          | Gilgit       |         |         |      | 2 441 523        | 64 817     | 19.75              |
| Capital Federal  | اسلام آباد دارالحکومت | Islamabad    |         |         |      | 2 006 572        | 906        | 1 271.38           |
| Jaiber Pastunjuá | خیبرپختونخوا          | Peshawar     |         |         |      | 35 525 047       | 101 741    | 349.17             |
| Punyab           | پنجاب                 | Lahore       |         |         |      | 110 012 442      | 205 344    | 445.01             |
| Sind             | سندھ                  | Karachi      |         |         |      | 47 886 051       | 140 914    | 392.05             |
| Pakistán         | پاکستان               | Islamabad    |         |         |      | 214 261 409      | 874 209    | 223.79             |

### Gobiernos Locales por entidad

Distritos de Pakistán en 2010.

Distribución de Gobiernos Locales por entidad en Pakistán en el año 2014:
| Entidad          | Distritos | Subdivisiones | Tehsil/Taluka | Áreas Tribales | Subtehsil |
| ---------------- | --------- | ------------- | ------------- | -------------- | --------- |
| Baluchistán      | 32        | 62            | 85            | -              | 48        |
| Jaiber Pastunjuá | 26        | 6             | 69            | 1              | -         |
| Punyab           | 36        | -             | 144           | -              | -         |
| Sind             | 29        | -             | 137           | -              | -         |
| Capital Federal  | 1         | -             | 1             | -              | -         |
| Áreas tribales   | 7         | -             | 42            | 6              | -         |
| Azad Cachemira   | 10        | -             | 32            | -              | -         |
| Gilgit-Baltistán | 6         | -             | 23            | -              | -         |
| Pakistán         | 147       | 68            | 533           | 7              | 48        |

La Constitución de Pakistán establece:

1. The Republic and its territories

(1) Pakistan shall be a Federal Republic to be known as the Islamic Republic of Pakistan, hereinafter referred to as Pakistan.

(2) The territories of Pakistan shall comprise:-

(a) the Provinces of Baluchistan, the North-West Frontier, the Punjab and Sind;

(b) the Islamabad Capital Territory, hereinafter referred to as the Federal Capital;

(c) Federally Administered Tribal Areas; and

(d) such States and territories as are or may be included in Pakistan, whether by accession or otherwise.

(3) Parliament may by law admit into the Federation new States or areas on such terms and conditions as it thinks fit.